# Pohorylce (gmina)
Pohorylce – dawna gmina wiejska w powiecie przemyślańskim województwa tarnopolskiego II Rzeczypospolitej. Siedzibą gminy były Pohorylce.
Gminę utworzono 1 sierpnia 1934 r. w ramach reformy na podstawie ustawy scaleniowej z dotychczasowych gmin wiejskich: Hanaczów, Hanaczówka, Łahodów (część), Podhajczyki, Pohorylce, Stanimierz i Unterwalden.
Po wybuchu II wojny światowej okupowana przez ZSRR, gdzie została zniesiona. W 1941 roku przejęta przez władze hitlerowskie, którzy włączyli jej przedwojenny obszar do gminy Kurowice w powiecie złoczowskim w dystrykcie Galicja w Generalnym Gubernatorstwie.
Po II wojnie światowej obszar gminy znalazł się w ZSRR.